# Tratado de París (1783)

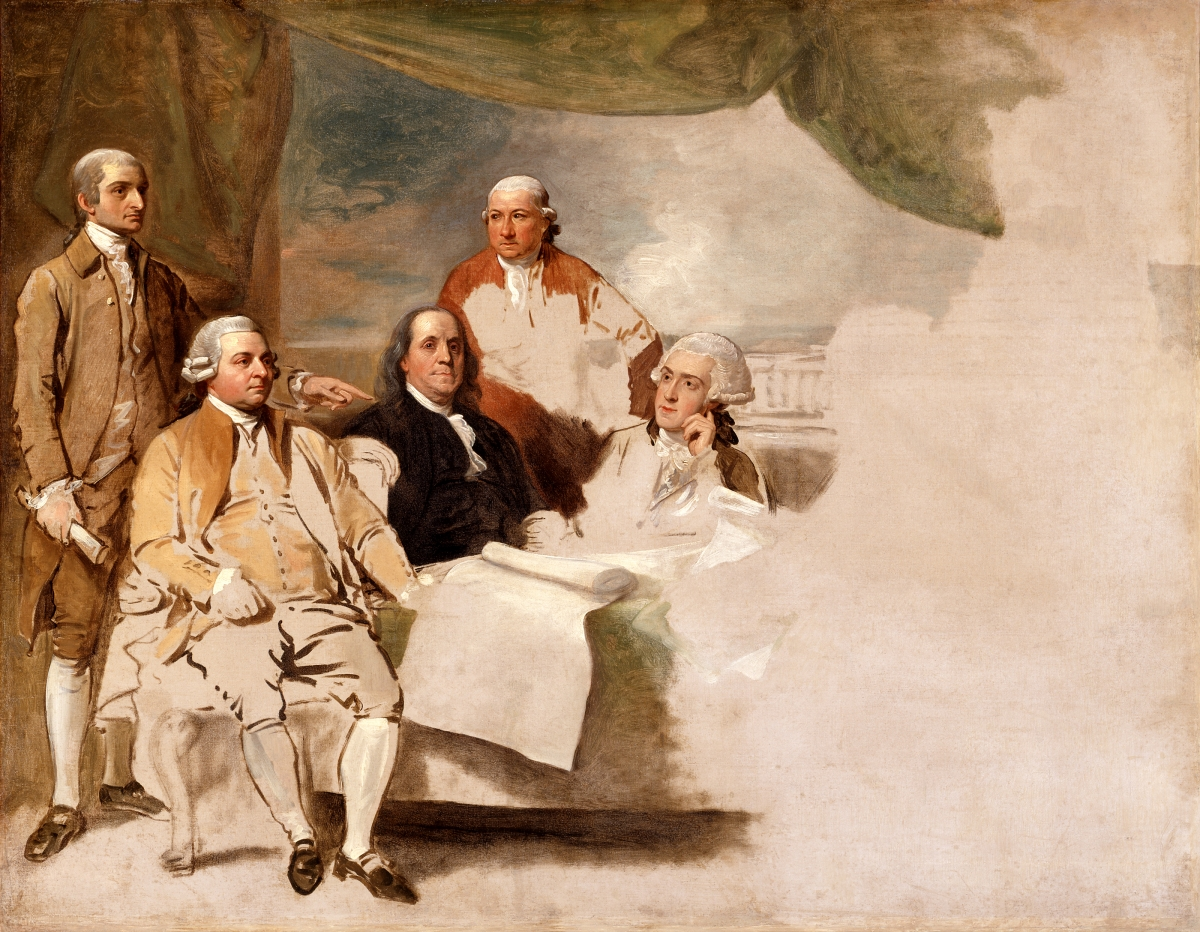
Firma del tratado. La delegación británica rehusó posar y por ello la pintura quedó incompleta.

El Tratado de París se firmó el 3 de septiembre de 1783 entre el Reino de Gran Bretaña y los Estados Unidos de América y puso fin a la guerra de Independencia de los Estados Unidos. El cansancio de los participantes y la evidencia de que la distribución de fuerzas, con el predominio inglés en el mar, hacía imposible un desenlace militar, condujo al cese de las hostilidades.
El tratado fue firmado por David Hartley, miembro del Parlamento británico que representaba al rey Jorge III,  y John Adams, Benjamin Franklin y John Jay, representantes de los Estados Unidos, y fue ratificado por el Congreso de la Confederación el 14 de enero de 1784, y por los británicos el 9 de abril de 1784.
El tratado fue negociado en la embajada de Gran Bretaña de Francia, sin embargo, como Benjamin Franklin se negaba a firmar el tratado en suelo británico, los ministros se trasladaron para hacerlo al Hotel de York en el número 56 de la «rue Jacob».

## Acuerdos
De forma resumida, mediante este tratado:
- Se reconocía la independencia de las Trece Colonias como los Estados Unidos de América[2] (artículo 1) y otorgó a la nueva nación todo el territorio al norte de Florida, al sur del Canadá y al este del río Misisipi. El paralelo 31° se fijaba como frontera sur entre el Misisipi y el río Apalachicola. Gran Bretaña renunció, asimismo al valle del río Ohio y dio a Estados Unidos plenos derechos sobre la explotación pesquera de Terranova (artículos 2 y 3).
- El reconocimiento de las deudas contratadas legítimas debían pagarse a los acreedores de ambas partes (artículo 4).
- Los Estados Unidos prevendrían futuras confiscaciones de las propiedades de los «leales» —colonos británicos que permanecieron leales a la Corona británica durante la revolución americana— (artículo 6).
- Los prisioneros de guerra de ambos bandos debían ser liberados (artículo 7).
- Gran Bretaña y los Estados Unidos tendrían libre acceso al río Misisipi (artículo 8).

Los británicos firmaron también el mismo día acuerdos por separado con España y Francia en el Palacio de Versalles, y con los Países Bajos el 20 de mayo de 1784, que ya habían sido negociados con anterioridad:
- España mantenía los territorios recuperados de Menorca y Florida Occidental y recibía la Florida Oriental el 12 de julio de 1784. Por otro lado recuperaba la costa de Mosquitos, un acuerdo implementado mediante la Convención de Londres (1786). Se reconocía la soberanía española sobre la colonia de Providencia (que en 1803 pasaron a depender del Virreinato de Nueva Granada) y la inglesa sobre Bahamas. Sin embargo, Gran Bretaña conservaba la estratégica posición de Gibraltar —Londres se mostró inflexible, ya que el control del Mediterráneo era impracticable sin la fortaleza del Peñón—.

- Francia recibía San Pedro y Miquelón, Santa Lucía (ocupada por los británicos el 28 de diciembre de 1778) y Tobago. Además, se le otorgaba el derecho de pesca en Terranova. También recuperaba Puducherry, India francesa (ocupada por los británicos el 19 de octubre de 1778) y las plazas del río Senegal en África.

- Los Países Bajos recibían Sumatra (salvo Bengkulu, que quedó en poder británico) y recuperaban Trincomalee y el Ceilán neerlandés, estando obligados a entregar Negapatnam (en la India) al Reino Unido y a reconocer a los ingleses el derecho de navegar libremente por el océano Índico.

- Gran Bretaña reconocía la independencia de los Estados Unidos y le cedía los territorios situados entre los Apalaches y el Misisipi. Las regiones de Canadá siguieron siendo un dominio de la Corona, a pesar de los intentos estadounidenses por exportar su revolución a esos territorios.

## Consecuencias

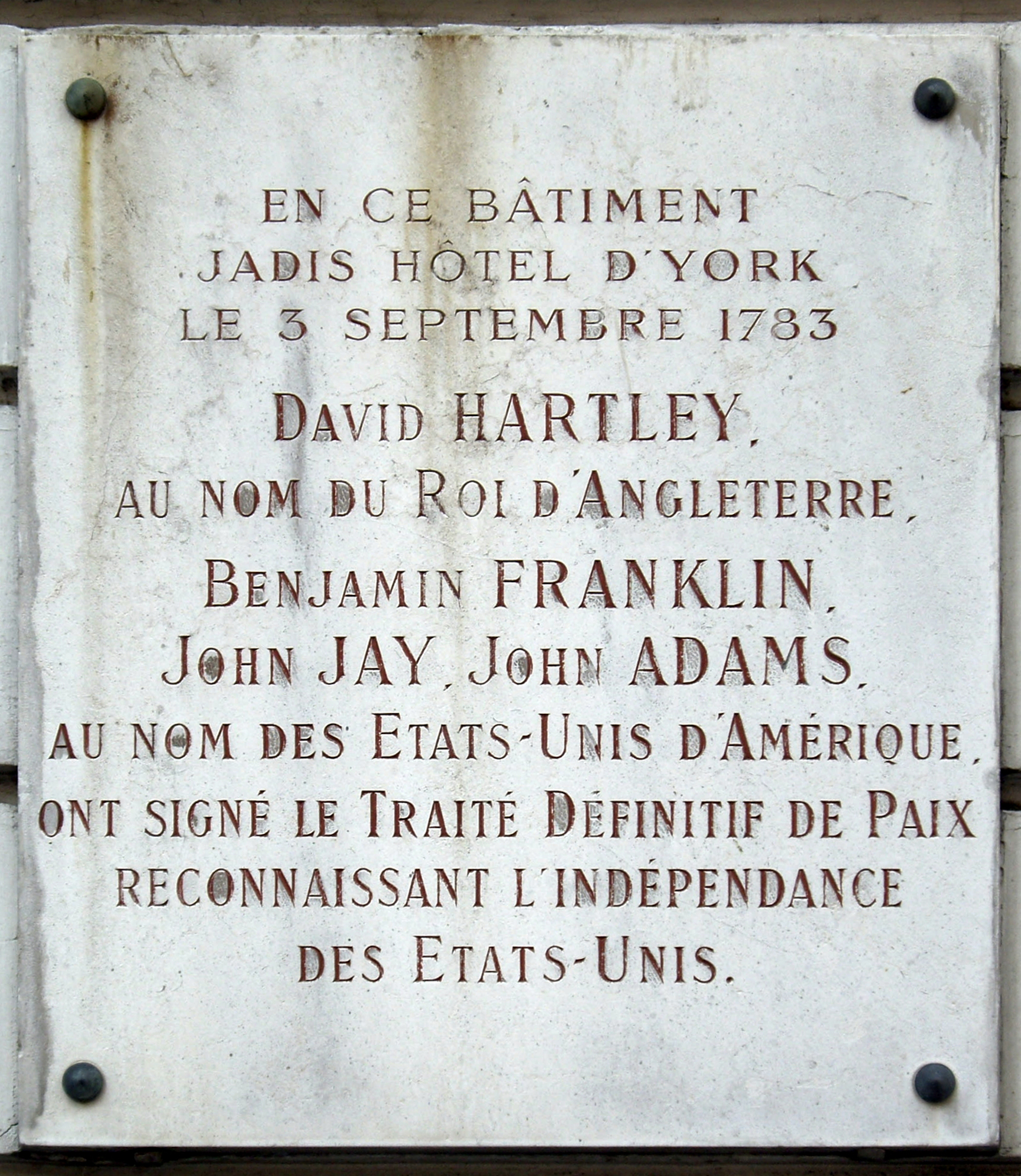
Placa conmemorativa en el edificio de la calle Jacob de París.

En general los logros alcanzados pueden juzgarse como favorables para España y en menor medida para Francia, a pesar del elevado coste bélico y las pérdidas ocasionadas por la casi paralización del comercio con América, un pesado lastre que gravitaría sobre la posterior situación económica francesa.
Por otra parte, el triunfo de los rebeldes norteamericanos sobre Inglaterra no iba a dejar de influir en un futuro próximo sobre los virreinatos españoles y otras colonias británicas. Esta influencia vino por distintos caminos: la emulación de lo realizado por comunidades en similares circunstancias, la ambición de los antiguos colonos británicos sobre los territorios españoles, la intervención de otras potencias interesadas en la destrucción de la Monarquía Española en América, etc. Pero estos aspectos se manifestaron de un modo claro durante las guerras napoleónicas.